# Libertarismo verde
Il libertarismo verde, anche chiamato eco-libertarismo o libertarismo ambientalista, è una corrente politica ambientalista. In alternativa, è una forma di libertarismo in cui il libero mercato fornisce risultati benefici (o benigni) per l'ambiente.
Il teorico politico olandese Marcel Wissenburg (2009) sostiene che i sostenitori di quest'ultimo comprendono una minoranza di teorici politici verdi.

## Filosofia

### Principi
I principi sostenuti dai libertari verdi solitamente sono:
- legge naturale;
- individualismo;
- uguali diritti - anche in termini di genere, razza o religione;
- costituzionalismo;
- protezione ambientale;
- libertà di parola;
- opposizione alle guerre e rispetto del principio di non aggressione;
- liberalismo classico.

### Idee
In "Green Libertarianism" (2014), il fondatore di TRP Policy (gruppo liberale inglese di strategia politica) Garvan Walshe suggerisce che la condizione lockeana dovrebbe tenere conto delle preoccupazioni ecologiche. Nel mondo naturale, tutti gli organismi - compresi gli esseri umani - acquisiscono ed utilizzano servizi naturali che le risorse naturali forniscono. Un libertario verde preserverebbe la condizione di Locke - che un essere umano possa acquisire servizi naturali purché non ne privi o danneggi un altro - pur riconoscendo che non tutti i servizi naturali sono abbondanti e che il mondo è ecologicamente limitato.
Per un libertario verde, le persone non dovrebbero poter essere private della loro quota di servizi naturali senza il loro consenso. Nei casi in cui i servizi naturali possono essere mercificati, le persone sono libere di utilizzare le proprie quote individuali di un servizio naturale come ritengono opportuno, ma una persona che supera tale quota deve contrattare con gli altri per trarre profitto dalle proprie quote. Walshe usa l'esempio della costruzione di una turbina lungo un fiume che potrebbe ridurre la quota di acqua degli altri (ad esempio contaminando parte dell'acqua), ma produce elettricità che potrebbe compensare la perdita, in modo che alla fine la turbina non violi i diritti di nessuno sull'acqua. Walshe postula che ci sono pochissimi servizi naturali che non sono o non possono essere mercificati.
L'opinione di Walshe sul libertarismo verde affronta le critiche al libertarismo sia di destra che di sinistra. Walshe si discosta dal libertarismo di destra - in particolare, dall'interpretazione di Robert Nozick della condizione di Locke - proponendo che, in uno stato di equilibrio ecologico, nessuno può usare i servizi naturali senza il consenso degli altri (ad esempio, attraverso la persuasione o la contrattazione), e tutte le persone godono di pari diritti di acquisizione (se non di uguaglianza economica). Allo stesso tempo, Walshe si discosta dal libertarismo di sinistra - ad esempio, dall'affermazione di Hillel Steiner secondo cui tutte le persone hanno diritto a pari quote di risorse naturali - affermando che la crescita della popolazione, sia attraverso l'immigrazione che attraverso le nascite, sconvolge l'equilibrio ecologico e che gli immigrati e i genitori di bambini sono responsabili di non compromettere i diritti altrui di acquisire servizi naturali. Walshe sostiene che entrambe le limitazioni incoraggiano le innovazioni in cui i servizi naturali sono utilizzati nel modo più efficiente possibile.
In un articolo del think tank libertario Fondazione per l'Educazione Economica, si sostiene che "il movimento libertario dovrebbe essere la casa naturale dell'ambientalismo", motivando ciò con "i punti in comune tra libertarismo e ambientalismo" sostenuti dall'economista Robert H. Nelson:
(Robert H. Nelson)
L'articolo sostiene inoltre l'"irresponsabilità" del governo come possessore di terreni, ricordando che negli USA il governo federale o quelli statali posseggono circa il 35% della terra (con percentuali molto diverse tra i singoli stati, ad esempio in Nevada si arriva all'85%) e che il governo ha l'esclusiva sui fondali offshore e sulle terre sommerse, citando come problemi delle terre del governo "leggi ambientali mal concepite, regolamentazioni pesanti e contenziosi aggressivi da parte di attivisti politici". Viene inoltre ricordato che nel libro For a New Liberty Murray Rothbard "ha consigliato ai suoi colleghi libertari di non ignorare il problema dell'inquinamento, di non cedere la questione alla sinistra anti-mercato".

## Partiti
Esistono diversi partiti che sostengono il libertarismo verde:
- Partito Libertario (Stati Uniti)[9];
- Partito Liberal Democratico (Australia)[10];
- Partito Libertario (Regno Unito)[11].

## Critiche
L'avvocato, opinionista e analista politico Matt Bruenig, fondatore del think tank di sinistra People's Policy Project sostiene che l'ambientalismo sia un grande problema per i libertari, in quanto nel loro modello "in qualche modo gli individui possono prendere pezzi del mondo ed escluderli per sempre da tutti gli altri. Una volta che tali individui diventano proprietari delle rispettive proprietà, nessun altro può toccare quella proprietà o fare qualsiasi cosa senza tale consenso" e perché "gli ambientalisti distruggono completamente l'idea che le teorie sui diritti di proprietà possano davvero spiegare chi è autorizzato a fare cosa con la terra di sua proprietà".